# Amos Tversky
Amos Nathan Tversky, Amos Natan Twerski (hebr. עמוס טברסקי; ur. 16 marca 1937 w Hajfie, zm. 2 czerwca 1996 w Stanford) – amerykańsko-izraelski psycholog.

## Życiorys
Urodził się 16 marca 1937 w Hajfie, w ówczesnym Brytyjskim Mandacie Palestyny jako syn polskiego Żyda Josefa Twerskiego, weterynarza oraz Żenji Twerskiej, pochodzącej z Rosji działaczki społecznej, późniejszej wieloletniej posłanki z listy Mapai. Służył w izraelskim wojsku; awansował do stopnia kapitana i otrzymał medal za odwagę. Studiował na Uniwersytecie Hebrajskim w Jerozolimie, gdzie w 1961 roku uzyskał tytuł magistra psychologii. Doktorat ukończył na Uniwersytecie w Michigan w roku 1965. Początkowo wykładał na swojej macierzystej uczelni, w latach 1966–1978. Następnie przeniósł się na Uniwersytet Stanforda.
Zmarł z powodu czerniaka złośliwego.
Głównym jego osiągnięciem w psychologii jest opisanie i wyjaśnienie tzw. błędów poznawczych, wykrzywiających ludzki osąd w różnorakich warunkach na skutek różnorakich czynników. Tversky wspólnie z Danielem Kahnemanem opracował teorię perspektywy, tłumaczącą zachowanie ludzkie w warunkach ryzyka. Jego wkład w psychologię to również tzw. niechęć do straty, efekt skupienia, heurystyka dostępności, zaniedbywanie miarodajności, błąd koniunkcji, a także heurystyka reprezentatywności.
Indeks Tversky’ego jest miarą podobieństwa wariantu i prototypu.
W 6 lat po jego śmierci, jego wieloletni współpracownik Daniel Kahneman otrzymał Nagrodę Banku Szwecji im. Alfreda Nobla. Kahneman w wywiadzie dla New York Times stwierdził, że w jego odczuciu jest to nagroda dla nich obu.